# 양즈원
양즈원(중국어 간체자: 杨志雯, 정체자: 楊志雯, 병음: Yáng Zhìwén, 한자음: 양지문, 1999년 10월 17일 ~ )은 중국의 배우이다.

## 출연작

### 드라마
- 2014년 후난위성텔레비전 금응독파극장 《가유애인》 - 런무옌 역
- 2016년 장쑤 위성 텔레비전 행복극장 《장가행》 - 음여화 역
- 2020년 유쿠 웹드라마 《인간연화화소주》 - 라월교 역
- 2020년 텐센트 웹드라마 《도련님의 로맨스》 - 소소만 역
- 2022년 텐센트 웹드라마 《경쌍성》 - 나생 역
- 2022년 아이치이 웹드라마 《축경호》 - 영벽 역
- 2022년 텐센트 웹드라마 《추착채홍적아문》 - 스판투안 역
- 2022년 CCTV-8 황금강당극장 《후통》 - 리시우란 역
- 2023년 아이치이 웹드라마 《전자진조》 - 피타타 역
- 2023년 텐센트 웹드라마 《장상사》 - 금천성심 역
- 2023년 텐센트 웹드라마 《작작풍류》 -  곽거력 역